# Nazionale femminile di calcio dell'Armenia
La nazionale di calcio femminile dell'Armenia (in armeno: Հայաստանի ֆուտբոլի ազգային հավաքական) è la selezione maggiore femminile di calcio della Federazione calcistica dell'Armenia (Հայաստանի Ֆուտբոլի Ֆեդերացիա - FFA o HFF), che rappresenta l'Armenia nelle varie competizioni ufficiali o amichevoli riservate a squadre nazionali.
Come membro dell'UEFA può partecipare a vari tornei di calcio internazionali, come al Campionato mondiale FIFA, Campionato europeo UEFA, ai Giochi olimpici estivi e ai tornei ad invito come l'Algarve Cup o la Cyprus Cup.
Secondo la classifica emessa dalla FIFA il 20 agosto 2021 occupa il 128º posto del FIFA/Coca-Cola Women's World Ranking.

## Storia
La nazionale armena giocò le sue prime gare internazionali nel 2003, 12 anni dopo la dissoluzione dell'Unione Sovietica e l'indipendenza del Paese. Le prime due sfide furono due gare contro l'Austria, valide per le qualificazioni all'Europeo di Inghilterra 2005, giocate entrambe in Austria, a Waidhofen an der Ybbs, e perse entrambe per 11-0, a distanza di 3 giorni l'una dall'altra, il 10 e 13 maggio. Le armene chiusero il gruppo 7 (di seconda classe, che comprendeva anche Grecia e Slovacchia) con 6 sconfitte su 6, nessun gol segnato e 53 subiti.
Ritiratasi dalle qualificazioni al Mondiale di Cina 2007 quando era già stata sorteggiata in un gruppo, il 6 di seconda classe, la nazionale tornò a giocare gare ufficiali a fine 2006, nel girone preliminare delle qualificazioni all'Europeo di Finlandia 2009, giocato a Sarajevo, dove il 18 novembre 2006 trovò il primo gol ufficiale e il primo punto della sua storia, pareggiando 1-1 contro le padrone di casa della Bosnia ed Erzegovina con vantaggio di Gayane Kostanyan al 32' e pareggio bosniaco all'83'. Il 23 novembre l'Armenia vinse per la prima volta nella sua storia, battendo la Lettonia 1-0 con gol della stessa Kostanyan al 27', ma venne eliminata a causa dell'1-0 subito da Israele 3 giorni prima, con le israeliane che vinsero il girone a punteggio pieno.
Le armene presero parte per la prima volta alle qualificazioni al Mondiale nel 2009, per Germania 2011. Sorteggiate nel girone 7 con Italia, Finlandia, Portogallo e Slovenia, subirono 8 sconfitte in 8 gare, chiudendo con 42 gol al passivo e 1 solo all'attivo, quello del momentaneo 1-4 al 74' con Kristine Mangasaryan su calcio di rigore nell'1-5 subito dalle slovene il 28 ottobre 2009 a Erevan.
Le ultime gare ufficiali giocate dalla nazionale armena furono nelle qualificazioni all'Europeo di Svezia 2013, quando passarono il girone preliminare giocato a Ta' Qali, con la vittoria per 1-0 sulle Fær Øer del 3 marzo 2011 e i pareggi del 5 marzo contro la Georgia (0-0) e dell'8 marzo contro Malta (1-1) e poi uscirono nel gruppo 7, con Danimarca, Austria, Rep. Ceca e Portogallo, perdendo tutte e 8 le gare, con 44 gol subiti e 2 fatti, quelli del momentaneo 2-0 nei primi 10 minuti sulle austriache il 1º aprile 2012, a Erevan, poi rimontati completamente già nel primo tempo e sul 2-4 al termine dei 90 minuti.

## Partecipazione ai tornei internazionali
Legenda: Grassetto: Risultato migliore, Corsivo: Mancate partecipazioni

## Statistiche dettagliate sui tornei internazionali

### Campionato mondiale
| Anno | Luogo                     | Piazzamento                 | V                           | N                           | P                           | Reti                        |
| ---- | ------------------------- | --------------------------- | --------------------------- | --------------------------- | --------------------------- | --------------------------- |
| 1991 | Cina                      | Parte dell'Unione Sovietica | Parte dell'Unione Sovietica | Parte dell'Unione Sovietica | Parte dell'Unione Sovietica | Parte dell'Unione Sovietica |
| 1995 | Svezia                    | Non partecipante            | -                           | -                           | -                           | -                           |
| 1999 | Stati Uniti               | Non partecipante            | -                           | -                           | -                           | -                           |
| 2003 | Stati Uniti               | Non partecipante            | -                           | -                           | -                           | -                           |
| 2007 | Cina                      | Non partecipante            | -                           | -                           | -                           | -                           |
| 2011 | Germania                  | Non qualificata             | -                           | -                           | -                           | -                           |
| 2015 | Canada                    | Non partecipante            | -                           | -                           | -                           | -                           |
| 2019 | Francia                   | Non partecipante            | -                           | -                           | -                           | -                           |
| 2023 | Australia / Nuova Zelanda | Non qualificata             | -                           | -                           | -                           | -                           |
|      |                           |                             |                             |                             |                             |                             |

### Campionato europeo
| Anno | Luogo             | Piazzamento                 | V                           | N                           | P                           | Reti                        |
| ---- | ----------------- | --------------------------- | --------------------------- | --------------------------- | --------------------------- | --------------------------- |
| 1984 | Unione europea    | Parte dell'Unione Sovietica | Parte dell'Unione Sovietica | Parte dell'Unione Sovietica | Parte dell'Unione Sovietica | Parte dell'Unione Sovietica |
| 1987 | Norvegia          | Parte dell'Unione Sovietica | Parte dell'Unione Sovietica | Parte dell'Unione Sovietica | Parte dell'Unione Sovietica | Parte dell'Unione Sovietica |
| 1989 | Germania Ovest    | Parte dell'Unione Sovietica | Parte dell'Unione Sovietica | Parte dell'Unione Sovietica | Parte dell'Unione Sovietica | Parte dell'Unione Sovietica |
| 1991 | Danimarca         | Parte dell'Unione Sovietica | Parte dell'Unione Sovietica | Parte dell'Unione Sovietica | Parte dell'Unione Sovietica | Parte dell'Unione Sovietica |
| 1993 | Italia            | Non partecipante            | -                           | -                           | -                           | -                           |
| 1995 | Germania          | Non partecipante            | -                           | -                           | -                           | -                           |
| 1997 | Norvegia / Svezia | Non partecipante            | -                           | -                           | -                           | -                           |
| 2001 | Germania          | Non partecipante            | -                           | -                           | -                           | -                           |
| 2005 | Inghilterra       | Non qualificata             | -                           | -                           | -                           | -                           |
| 2009 | Finlandia         | Non qualificata             | -                           | -                           | -                           | -                           |
| 2013 | Svezia            | Non qualificata             | -                           | -                           | -                           | -                           |
| 2017 | Paesi Bassi       | Non partecipante            | -                           | -                           | -                           | -                           |
| 2022 | Inghilterra       | Non partecipante            | -                           | -                           | -                           | -                           |
|      |                   |                             |                             |                             |                             |                             |